# Georg Frederik von Krogh (1687-1768)
 Der er flere personer med dette navn, se Georg Frederik von Krogh.
Georg Frederik (Friderich) von Krogh (29. januar 1687 Flahammer i Luster – 29. april 1768 på Øje i Melhus Præstegæld) var en dansk-norsk officer. Han var far til Caspar Herman Krogh, Godske Hans Krogh, Georg Frederik Krogh, Frederik Ferdinand Krogh, Hedevig Catharina Krogh og Birgitta Marie Krogh.
Hans fader (1653-1721) bar samme navn og var da kaptajn ved Bergenhusiske Regiment, hvis chef han siden blev, moderen hed Birgitte Munthe. Sønnen blev 1708 sekondløjtnant og 1710 premierløjtnant ved det hvervede norske infanteriregiment, fulgte med den del af dette, som 1713 sendtes til Danmark for at tage del i krigen i Sønderjylland og Nordtyskland og gjorde under denne tjeneste som generaladjudant hos sin regimentschef, generalmajor Frederik Christopher de Cicignon. 1716 blev han kaptajn og kom 1720 til C.H. Poulsens samtidig fra dragoner til infanteri omdannede norske regiment; 1724 blev han major og chef for Trondhjems Garnisonskompagni, 1731 oberstløjtnant, 1740 oberst og chef for 1. Vesterlenske Regiment, 1752 generalmajor, 1753 kommandant på Frederikssten, 1758 kommanderende general nordenfjelds, med hvilken post 1764 kommandantskabet i Trondhjem forenedes. 1759 var han udnævnt til generalløjtnant, 1760 til hvid ridder, 1765 tog han afsked og døde 29. april 1768 på Øje i Melhus Præstegæld. Bisat 13. maj i Trondhjems domkirke.
Gift 1725 med Hedevig Augusta Brüggemann (1707-1740), datter af oberstløjtnant Godske Hans Brüggemann til Ulriksholm og Østergård. Deres her i landet værende efterkommere fik 1873 anerkendelse som dansk adel.
Der findes et portrætmaleri af Krogh, som i 1897 var ejet af enkefruen til amtsforvalter Sigismund von Krogh, Lübeck.